# Ирвынейвеем
Ирвынейвее́м — река на Дальнем Востоке России, протекает по территории Иультинского района Чукотского автономного округа. Левый приток Амгуэмы.
Длина — 106 км, площадь водосборного бассейна — 1590 км².
Истоки реки находятся на юго-западных склонах горы Конус (1700 м) на Экитыкском хребте Чукотского нагорья. До пересечения озера Эрвынайгытгын течёт преимущественно на юго-восток, далее до устья — на юг. Впадает в Амгуэму слева в 330 км от её устья.

## Притоки
Объекты перечислены по порядку от устья к истоку.
- 8 км: река без названия
- 15 км: река без названия
- 18 км: Весенний
- 35 км: река без названия
- 35 км: Недальняя
- 41 км: Малый Ирвынейвеем
- 47 км: Правая Щебёнка
- 49 км: Пытвытковаам
- 53 км: река без названия
- 61 км: Эньмываам
- 72 км: Левый Ирвынейвеем
- 78 км: Правый Ирвынейвеем
- 89 км: река без названия

## Данные водного реестра
По данным государственного водного реестра России относится к Анадыро-Колымскому бассейновому округу.
Код водного объекта в государственном водном реестре — 19030000112119000087885.